# ساندویچ بیکن، تخم‌مرغ و پنیر
ساندویچ بیکن، تخم‌مرغ و پنیر یک ساندویچ صبحانه پرطرفدار در آمریکا می‌باشد که از بیکن، تخم‌مرغ (معمولاً نیمرو یا هم‌زده)، پنیر و نان که کره‌مال و تست شده درست می‌شود.

## همچنین بنگرید به
- ساندویچ بیکن
- ساندویچ تخم‌مرغ
- ساندویچ پنیر
- گوشت خوک و تخم‌مرغ
- فهرست ساندویچ‌ها